# Kołdrąb, Tỉnh West Pomeranian
Kołdrąb [ˈkɔwdrɔmp] là một khu định cư ở khu hành chính của Gmina obez, trong quận Łobez, West Pomeranian Voivodeship, nằm ở phía tây bắc Ba Lan.